# Adelslexikon
Ein Adelslexikon ist ein genealogisches Nachschlagewerk, das (möglichst vollständig) alle Familien des Adels eines bestimmten Gebietes aufführt.

## Deutsche Adelslexika
- Johann Friedrich Gauhe: Des Heil. Röm. Reichs Genealogisch-Historisches Adels-Lexicon. 2 Teile, Leipzig 1719; 1740–1747 (Ausgabe 1719, Ausgabe 1740 und 1747)
- Johann Wilhelm Franz Freiherr von Krohne: Allgemeines Teutsches Adels-Lexicon. 2 Bände, Lübeck 1774 und Hamburg 1776 (nur Buchstaben A–M, Band 1, 2)
- Johann Georg Megerle von Mühlfeld: Österreichisches Adels-Lexikon des achtzehnten und neunzehnten Jahrhunderts, enthaltend alle von 1701 bis 1820 von den Souveränen Österreichs wegen ihrer Verdienste um den Kaiserstaat in die verschiedenen Grade des Deutsch-Erbländischen oder Reichs-Adels erhobenen Personen. Wien 1822–1824 (Digitalisat) und (Digitalisat)
- Johann Christian von Hellbach: Adels-Lexikon, 2 Bände, Ilmenau 1825–1826 (Band 1, 2)
- Leopold Freiherr von Zedlitz-Neukirch: Neues Preussisches Adels-Lexicon. 5 Bände, Leipzig 1836–1839 (Band 1, 2, 3, 4, 5, 6)
- Heinrich Ferdinand Mannstein: Ober- und niedersächsisches Adelslexikon. 1 Band, Leipzig 1843 (abgebrochen mit dem Artikel „Beuern“, Band 1)
- Leopold Freiherr von Ledebur: Adelslexicon der Preußischen Monarchie. 3 Bände, Berlin 1855–1858 (Band 1, 2, 3)
- Otto Titan von Hefner: Stammbuch des blühenden und abgestorbenen Adels in Deutschland. 4 Bände, Regensburg 1860–1866 (Band 1, 2, 3, 4)
- Ernst Heinrich Kneschke: Neues allgemeines deutsches Adels-Lexicon. 9 Bände, Leipzig 1859–1870; unveränderte Neudrucke 1929–1930; 1973; 1995–1996 (das bis dahin umfassendste Adelslexikon, Band 1, 2, 3, 4, 5, 6, 7, 8, 9)
- Johannes Gallandi: Altpreußisches Adelslexikon. 4 Lieferungen, Königsberg i. Pr. 1926–1935 (mitten im Artikel „Bieberstein“ abgebrochen)
- Karl Friedrich von Frank: Altösterreichisches Adels-Lexikon, Band 1 1825–1918, (mehr nicht erschienen), Wien, 1928
- Adelslexikon in der Reihe Genealogisches Handbuch des Adels. 18 Bände, 1972–2012
- Genealogisch-heraldisches Adelslexikon 1648–1918, Online-Datenbank mit Standeserhebungen, Wappenbeschreibungen und Literaturangaben (adelslexikon.com)